# Conopa
Una conopa es un objeto pequeño con una forma en particular adorado a nivel doméstico en las comunidades de los Andes de Perú. A través de la conopa y los rituales asociados a la misma se busca la fertilidad y abundancia de la figura que representa. Existen miniaturas en forma de plantas como el maíz (Zea mays), la papa (Solanum tuberosum) y la coca (Erythroxylum coca), y animales como las llamas (Lama glama), alpacas (Vicugna pacos) y cuyes (Cavia porcellus). Se considera también que atraen la buena suerte y al mismo tiempo se les atribuye un efecto apotropaico.

## Antecedentes
Se han encontrado conopas de piedra de la cultura inca en forma de alpacas conteniendo grasa animal en el orificio ubicado en el lomo. En el Museo de Arqueología y Antropología en Lima se conservan tres conopas de este tipo.
En el siglo XVII, el sacerdote jesuita Pablo José de Arriaga menciona que las conopas pasaban de padres a hijos, específicamente al mayor.
Durante las campañas de extirpación de idolatrías del siglo XVI y XVII, visitadores como Arriaga, Cristóbal de Albornoz, Fernando de Avendaño (visita a Cajatambo de 1617) y Rodrigo Hernández Príncipe (visitas a Ocros y a Recuay de 1621-1622) buscaron localizar y erradicar las prácticas religiosas andinas. Arriaga reportó en 1621 que Fernando de Avendaño destruyó 3418 conopas entre febrero de 1617 y julio de 1618.

## Referencias culturales

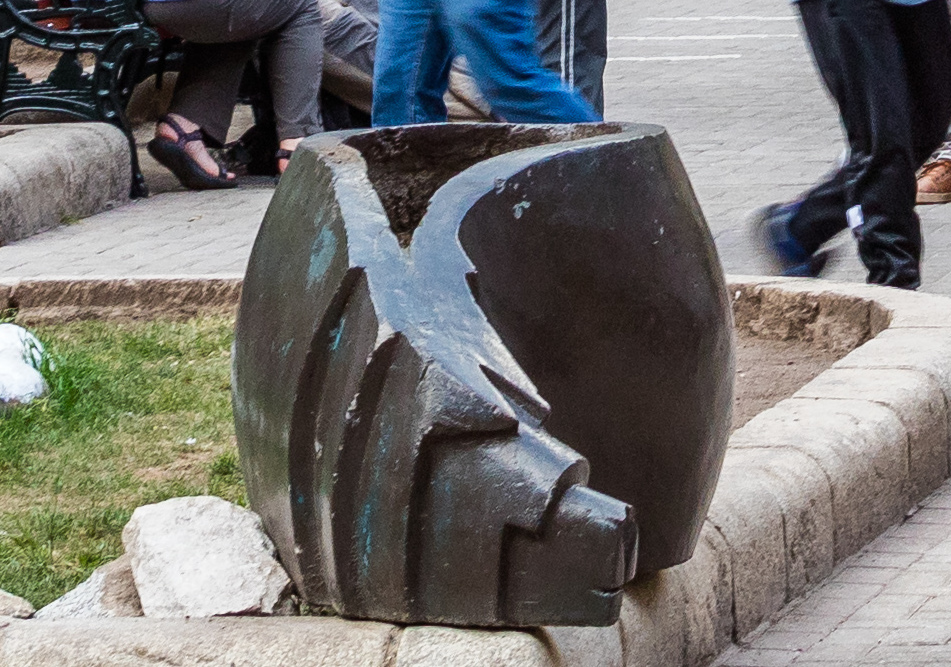
Conopa gigante en Aguas Calientes, Cuzco, Perú.